# Йоонас Тамм
Йоонас Тамм (ест. Joonas Tamm, нар. 2 лютого 1992, Таллінн) — естонський футболіст, захисник «Стяуа» та національної збірної Естонії.

## Клубна кар'єра
Народився 2 лютого 1992 року в місті Таллінн. Вихованець футбольної школи клубу «Тулевик». Він дебютував за першу команді в вищому дивізіоні Естонії проти «Калева» (Сілламяе) 29 березня 2008 року, вийшовши на заміну 62 хвилині. Всього того сезону взяв участь у 15 матчах вищого дивізіону Естонії, після чого на початку 2009 року перейшов у «Флору». Дебютував в столичному клубі в естонському Суперкубку проти «Левадії» (Таллінн), але через 21 хвилину побачив червону картку. Незважаючи на це «Флора» виграла трофей, який став першим в кар'єрі Тамма. У тому ж році Йоонас виграв Кубок Естонії. У вересні 2009 року Тамм приєднався на правах оренди до кінця року в клуб італійської Серії А «Сампдорія», проте виступав виключно за молодіжну команду, і 2010 року він повернувся в Естонію, де він виграв чемпіонат 2010 року з «Флорою».
На початку 2011 року переїхав у шведський «Норрчепінг», що зайняв друге місце в Супереттан 2010 і піднявся в Аллсвенскан, і підписав контракт на чотири роки. Так і не ставши основним гравцем ІФК Норрчепінг, Тамм здавався в оренду в «Сильвію» у сезонах 2011 і 2013 років з третього дивізіону Швеції, після чого в тому ж дивізіоні у сезоні 2014 року грав за Треллеборг ФФ.
У 2015 році Тамм повернувся до Естонії та приєднався до «Тулевика», де провів півроку, після чого 2 червня 2015 року Тамм підписав контракт з «Флорою» і того ж року виграв другий титул чемпіон Естонії у сезоні 2015 року, а 2016 року виграв Кубок і Суперкубок Естонії. Відіграв за цей талліннський клуб 83 матчі у національному чемпіонаті.
Протягом 2018 року на умовах оренди захищав кольори норвезького «Сарпсборг 08», першу половину 2019 року також як орендований гравець провів у Польщі, граючи за «Корону» (Кельце), а другу половину 2019 — знов у Норвегії, цього разу захищав кольори «Ліллестрема».
У січні 2020 року підписав контракт на півтора сезони з можливістю продовження ще на рік з чернігівською «Десною», ставши першим в історії клубу легіонером. 23 лютого 2020 року дебютував за нову команду в Прем'єр-Лізі у виїзному матчі проти донецького «Шахтаря» (0:1), вийшовши в стартовому складі і провівши всі 90 хвилин. 16 липня 2020 року забив свій перший гол за «Десну», відзначившись у виїзному матчі 31-го туру УПЛ проти «Олександрії» (1:3), відкривши рахунок на 9-й хвилині гри. Загалом в сезоні 2019/20 зіграв за клуб 13 ігор в чемпіонаті (1 гол) і одну в Кубку України, допомігши клубу посісти 4 місце та вперше в історії вийти до єврокубків. В наступному сезоні провів за «Десну» 23 матчі у всіх турнірах і забив 1 гол, але цього разу «Десна» стала лише сьомою і в єврокубки не пробилась, після чого естонець покинув клуб.
28 травня 2021 року Тамм підписав контракт з полтавською «Ворсклою»

## Виступи за збірні
2008 року дебютував у складі юнацької збірної Естонії, взяв участь у 27 іграх на юнацькому рівні, відзначившись 5 забитими голами.
Першу гра у складі молодіжної збірної Естонії провів керівництвом німецького тренера Франка Бернарда у серпні 2011 року проти Азербайджану (U-21). На молодіжному рівні зіграв у 2 офіційних матчах.
Раніше він вже зіграв 2 матчі у складі національної збірної Естонії під час поїздки збірної до Південної Америки на матчі проти збірних Чилі та Уругваю. Він був одним із восьми гравців, які дебютували 19 червня 2011 року в програному 0:4 матчі з Чилі. Забив свої перші голи за збірну 7 жовтня 2017 року, зробивши у відбірковому матчі до чемпіонату світу 2018 року хет-трик в ворота збірної Гібралтару (6:0) у другому таймі матчу.
| Дата       | Місто        | Господарі         | Результат | Гості                | Турнір                               | Голи | Примітки |
| ---------- | ------------ | ----------------- | --------- | -------------------- | ------------------------------------ | ---- | -------- |
| 19-6-2011  | Сантьяго     | Чилі              | 4 – 0     | Естонія              | товариський матч                     | -    | 63'      |
| 23-6-2011  | Ривера       | Уругвай           | 3 – 0     | Естонія              | товариський матч                     | -    | 80'      |
| 29-2-2012  | Лос-Анджелес | Сальвадор         | 0 – 2     | Естонія              | товариський матч                     | -    | 70'      |
| 25-5-2012  | Пула         | Хорватія          | 3 – 1     | Естонія              | товариський матч                     | -    | 58'      |
| 28-5-2012  | Куфштайн     | Україна           | 4 – 0     | Естонія              | товариський матч                     | -    | 46'      |
| 29-5-2016  | Клайпеда     | Литва             | 2 – 0     | Естонія              | Балтійський кубок                    | -    | 67'      |
| 23-11-2016 | Сент-Джонс   | Антигуа і Барбуда | 0 – 1     | Естонія              | товариський матч                     | -    |          |
| 31-8-2017  | Пірей        | Греція            | 0 – 0     | Естонія              | Відбір до ЧС 2018                    | -    | 90'      |
| 3-9-2017   | Таллінн      | Естонія           | 1 – 0     | Кіпр                 | Відбір до ЧС 2018                    | -    | 87'      |
| 7-10-2017  | Фару         | Гібралтар         | 0 – 6     | Естонія              | Відбір до ЧС 2018                    | 3    |          |
| 10-10-2017 | Таллінн      | Естонія           | 1 – 2     | Боснія і Герцеговина | Відбір до ЧС 2018                    | -    | 69'      |
| 9-11-2017  | Гельсінкі    | Фінляндія         | 3 – 0     | Естонія              | товариський матч                     | -    |          |
| 12-11-2017 | Та-Калі      | Мальта            | 0 – 3     | Естонія              | товариський матч                     | -    | 58'      |
| 18-11-2017 | Сува (Фіджі) | Фіджі             | 0 – 2     | Естонія              | товариський матч                     | -    |          |
| 22-11-2017 | Порт-Віла    | Вануату           | 0 – 1     | Естонія              | товариський матч                     | -    |          |
| 25-11-2017 | Нумеа        | Нова Каледонія    | 1 – 1     | Естонія              | товариський матч                     | -    | 68'      |
| 7-1-2018   | Абу-Дабі     | Естонія           | 1 – 1     | Швеція               | товариський матч                     | -    |          |
| 24-3-2018  | Єреван       | Вірменія          | 0 – 0     | Естонія              | товариський матч                     | -    |          |
| 27-3-2018  | Тбілісі      | Грузія            | 2 – 0     | Естонія              | товариський матч                     | -    |          |
| 30-5-2018  | Раквере      | Естонія           | 2 – 0     | Литва                | Балтійський кубок                    | 1    | 81'      |
| 2-6-2018   | Рига         | Латвія            | 1 – 0     | Естонія              | Балтійський кубок                    | -    |          |
| 8-9-2018   | Таллінн      | Естонія           | 0 – 1     | Греція               | Ліга націй УЄФА 2018-2019 - 1-й етап | -    | 80'      |
| 11-9-2018  | Гельсінкі    | Фінляндія         | 1 – 0     | Естонія              | Ліга націй УЄФА 2018-2019 - 1-й етап | -    |          |
| 12-10-2018 | Таллінн      | Естонія           | 0 – 1     | Фінляндія            | Ліга націй УЄФА 2018-2019 - 1-й етап | -    |          |
| 15-10-2018 | Таллінн      | Естонія           | 3 – 3     | Угорщина             | Ліга націй УЄФА 2018-2019 - 1-й етап | -    |          |
| 15-11-2018 | Будапешт     | Угорщина          | 2 – 0     | Естонія              | Ліга націй УЄФА 2018-2019 - 1-й етап | -    |          |
| 18-11-2018 | Афіни        | Греція            | 0 – 1     | Естонія              | Ліга націй УЄФА 2018-2019 - 1-й етап | -    |          |
| 15-1-2019  | Доха         | Естонія           | 0 – 0     | Ісландія             | товариський матч                     | -    | 46'      |
| 21-3-2019  | Белфаст      | Північна Ірландія | 2 – 0     | Естонія              | Відбір до ЧЄ 2020                    | -    | 35'      |
| 8-6-2019   | Таллінн      | Естонія           | 1 – 2     | Північна Ірландія    | Відбір до ЧЄ 2020                    | -    | 85'      |
| 11-6-2019  | Майнц        | Німеччина         | 8 – 0     | Естонія              | Відбір до ЧЄ 2020                    | -    | 25'      |
| 6-9-2019   | Таллінн      | Естонія           | 1 – 2     | Білорусь             | Відбір до ЧЄ 2020                    | -    |          |
| 9-9-2019   | Таллінн      | Естонія           | 0 – 4     | Нідерланди           | Відбір до ЧЄ 2020                    | -    | 70'      |
| 13-10-2019 | Таллінн      | Естонія           | 0 – 3     | Німеччина            | Відбір до ЧЄ 2020                    | -    |          |
| 19-11-2019 | Амстердам    | Нідерланди        | 5 – 0     | Естонія              | Відбір до ЧЄ 2020                    | -    |          |
| Усього     |              | Матчів            | 35        |                      | Голів                                | 3    |          |

## Досягнення

### Командні
- Чемпіон Естонії (3): 2010, 2015, 2017
- Володар Кубка Естонії (2): 2009, 2016
- Володар Суперкубка Естонії (2): 2009, 2016
- Володар Кубка Болгарії (1): 2024

### Індивідуальні
- Футболіст року в Естонії: 2022[19]